# Jerry Maguire
Jerry Maguire és una comèdia dramàtica, dirigida per Cameron Crowe, estrenada el 1997, amb Tom Cruise de protagonista. Aquesta pel·lícula ha estat doblada i subtitulada al català.

## Argument
Ric, famós i guapo, Jerry Maguire és agent d'estrelles de l'esport americà. Però la seva vida mundana i fictícia li pesa, i una nit es posa en qüestió en una nota que escriu, on s'intenta definir el sentit que voldria donar a la seva vida. Aquesta provoca el seu acomiadament i tots els seus amics el traeixen. Només Dorothy, la seva assistent, i Rod, un futbolista graciós, li restaran fidels.

## Repartiment
- Tom Cruise: Jerry Maguire
- Cuba Gooding Jr.: Rod Tidwell
- Renée Zellweger: Dorothy Boyd
- Kelly Preston: Avery Bishop
- Jerry O'Connell: Frank Cushman
- Lucy Liu: l'ex amiga de Jerry Maguire
- Mark Pellington: Bill Dooler
- Eric Stoltz: Ethan Valhere

## Premis i nominacions

### Premis
- 1997: Oscar al millor actor secundari per Cuba Gooding Jr.
- 1997: Globus d'Or al millor actor musical o còmic per Tom Cruise

### Nominacions
- 1997: Oscar a la millor pel·lícula
- 1997: Oscar al millor actor per Tom Cruise
- 1997: Oscar al millor guió original per Cameron Crowe
- 1997: Oscar al millor muntatge per Joe Hutshing
- 1997: Globus d'Or a la millor pel·lícula musical o còmica
- 1997: Globus d'Or al millor actor secundari per Cuba Gooding Jr.